# 그 아이의, 포로
《그 아이의, 포로》(あのコの、トリコ。)는 일본의 소녀 만화 시리즈로, 시라이시 유키가 그리고 소녀 코믹지를 통해 연재되었다.

## 미디어

### 만화
- 2014년 1월 24일: ISBN 978-4-09-135748-9
- 2014년 4월 25일: ISBN 978-4-09-135884-4
- 2014년 7월 25일: ISBN 978-4-09-136173-8
- 2014년 12월 26일: ISBN 978-4-09-136587-3

### 영화
《그 아이의, 포로》(あのコの、トリコ。, Anokono Toriko)는 일본에서 제작된 미야와키 료 감독의 2018년 코미디, 멜로/로맨스 영화이다. 요시자와 료 등이 주연으로 출연하였다. 2018년 개봉되었다.
일본에서는 2018년 10월 5일 개봉되었다.

## 출연

### 주연
- 요시자와 료 - 스즈키 요리 역
- 아라키 유코 - 타치바나 시즈쿠 역
- 스기노 요스케 - 토조 스바루 역

### 조연
- 키시타니 고로 - 콘도 히로무 역
- 우치다 리오 - 야마다 하나 역
- 미카미 켄세이 - 사카이 역
- 다카시마 레이코 - 토키다 카나에 역

## 기타
- 원작자: 시라이시 유키